# Сент-Фамий

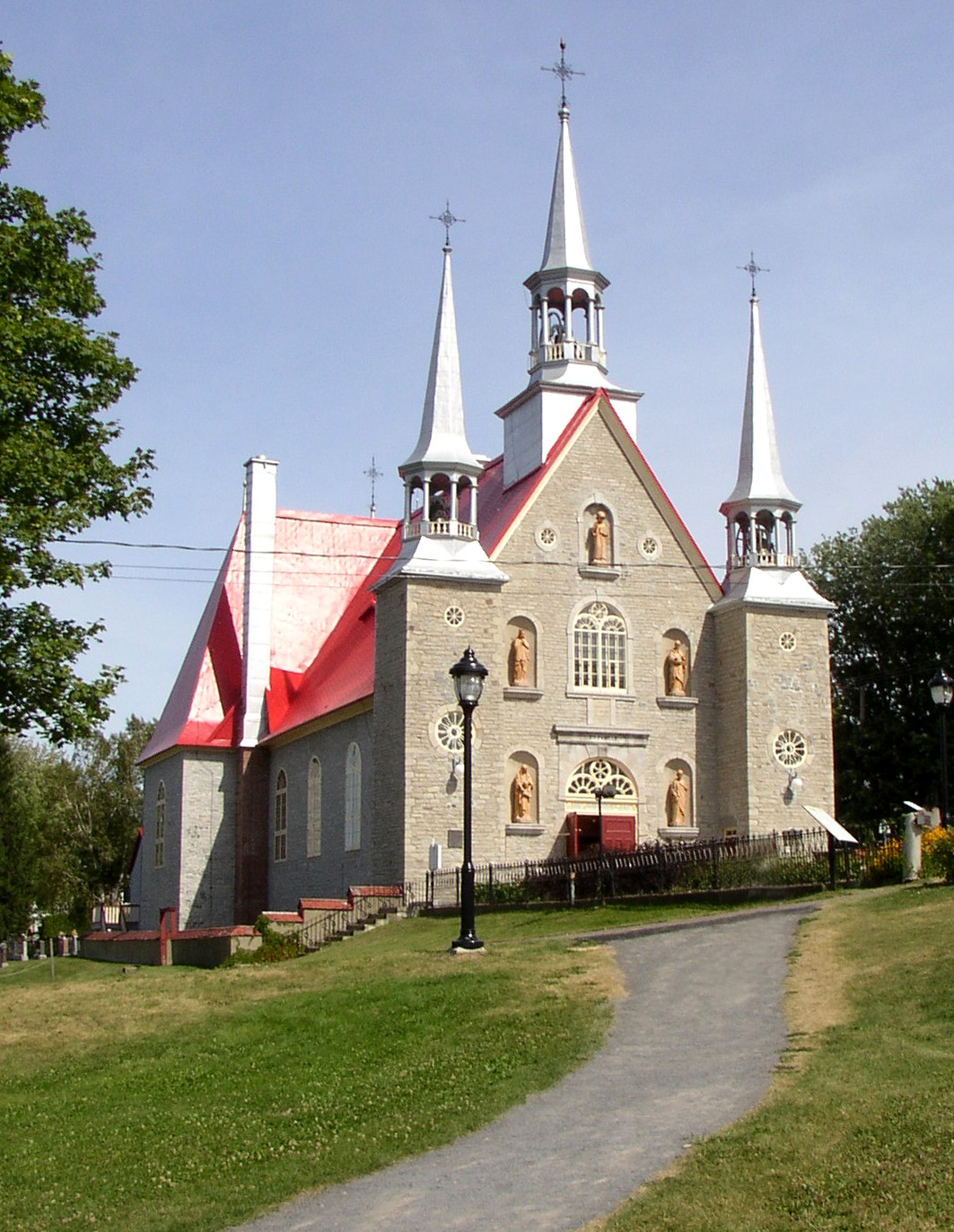
Церковь Сент-Фамий

Сент-Фамий (фр. Sainte-Famille) — старинный французский приход, а ныне один из 6 небольших поселений на о. Орлеан, Квебек, Канада. Основан в 1661 г. Назван в честь святого семейства Назарета. Первыми колонистами были братья Боше из Монморенси, Франция. Население 781 чел. (2006 г., перепись). В городе сохранилось каменное здание французской эпохи — Мэзон-Друэн (Maison Drouin) 1730 г. постройки. В 1698 году, когда экономика Квебека переживала тяжёлые времена, совет Новой Франции организовал в поселении одно из 3-х бюро помощи нуждающимся в регионе. В 1759 году разграблен британскими войсками. Официально восстановлен в качестве прихода 1 июля 1855 года.